# متحف فكتوريا وألبرت
متحف فكتوريا وألبرت هو أكبر متحف للفنون التطبيقية والزخرفية في العالم، حيث يحتوي مجموعةً من 4.5 ملايين قطعة مختلفة. تأسس المتحف عام 1852 في العاصمة البريطانية لندن، وسُمِّي نسبةً إلى الملكة فكتوريا وزوجها الأمير ألبرت. يقع المتحف في شارع المعارض بحاضرة كينسينغتون وتشيلسي. يقع متحف فكتوريا وألبرت بتجمُّع كبيرٍ للمتاحف يدعى شارع المعارض، إذ يقع بجواره تماماً متحف التاريخ الطبيعي ومتحف العلوم، وكذلك تقع قاعة ألبرت الملكية. يعد المتحف مؤسَّسة عامَّة يرعاها قسم الثقافة والإعلام والرياضة في الحكومة البريطانية. أصبحت تكلفة دخول المتحف - مثل المتاحف الوطنية البريطانية الأخرى - مجانيَّة منذ عام 2001.

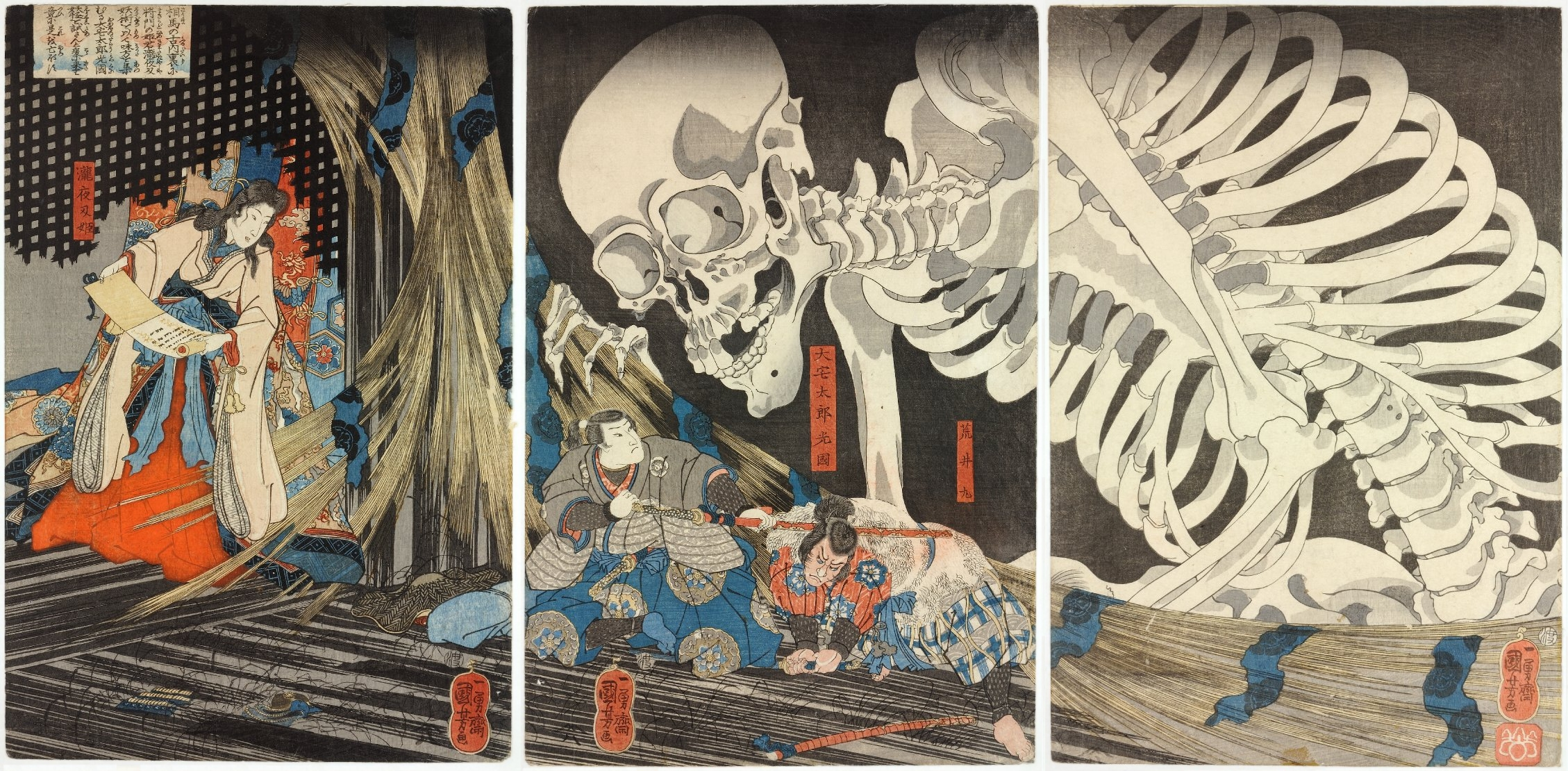
تاكياشا الساحرة وشبح الهيكل العظمي للفنان أوتاغاوا كونيوشي. متحف فكتوريا وألبرت في لندن المملكة المتحدة.

تبلغ مساحة متحف فكتوريا وألبرت نحو 12,000 آكر، أي ما يعادل 51,000 م2 تقريباً، ويتضمَّن 145 معرضاً مختلفاً. توثّق القطع التي يعرضها المتحف 5,000 سنةٍ من تاريخ الفن في قارات أوروبا وأمريكا الشمالية وآسيا وشمال أفريقيا. تتضمَّن أنواع القطع الفنية المتضمَّنة في المتحف الخزف والزجاج والنسيج والأزياء الوطنية والفضة والمجوهرات والأثاث والنحت والطبعات الفنية والرسم والصور الفوتوغرافية، وتعد المجموعات التي يمتلكها المتحف من هذه القطع بعض أكبر المجموعات في العالم من نوعها. لدى المتحف أكبر مجموعةٍ في العالم بأسره من القطع المنحوتة التي تعود إلى حقبة ما بعد العصور الكلاسيكية، وبينها أضخم مجموعة من قطع النهضة الإيطالية موجودة خارج إيطاليا. أما المجموعات الآسيوية فتتضمَّن قطعاًَ من شبه القارة الهندية والصين واليابان وكوريا والعالم الإسلامي، وتتميَّز كثيراً المجموعات المتاحة من شرق آسيا خصوصاً تلك التي تتضمَّن الخزف والأدوات المعدنية.
أطلق المتحف منذ عام 2001 برنامج تجديدٍ وتطوير ضخمٍ تبلغ تكلفته 150 مليون يورو، سيتضمَّن بناء معارض وأسواق وحدائق جديدة للمتحف.

## معرض صور

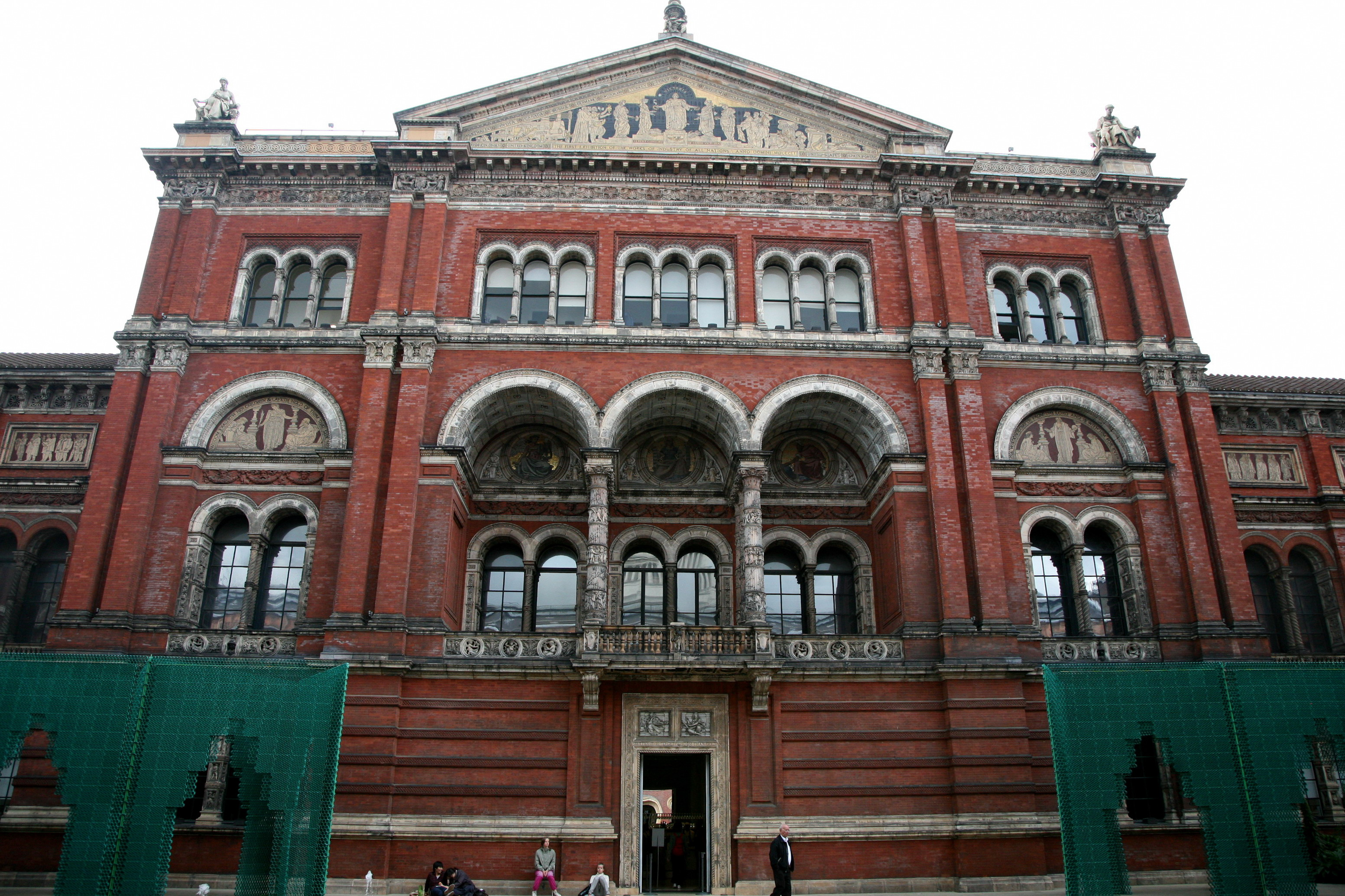
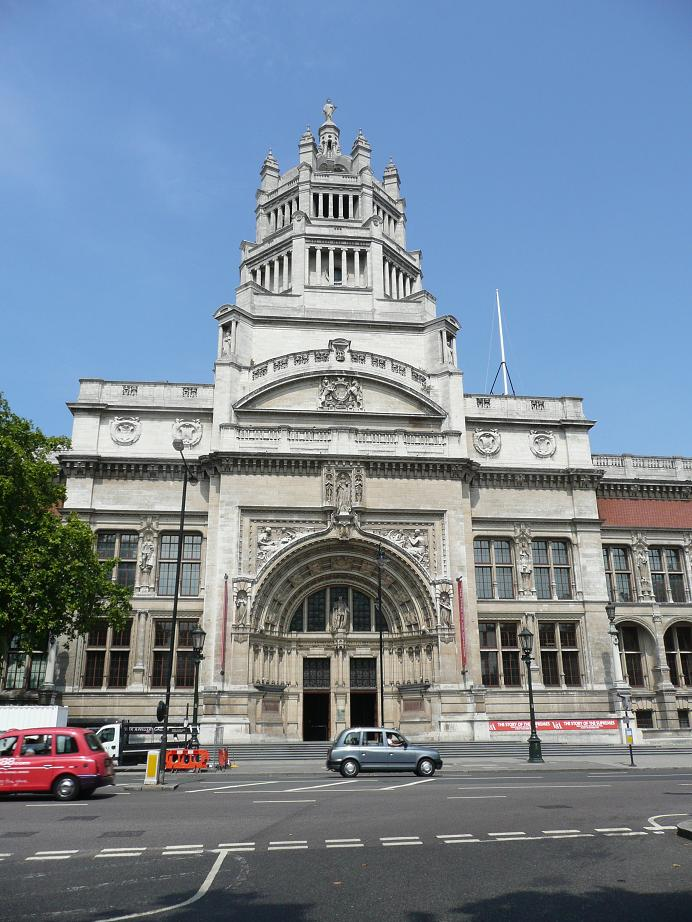
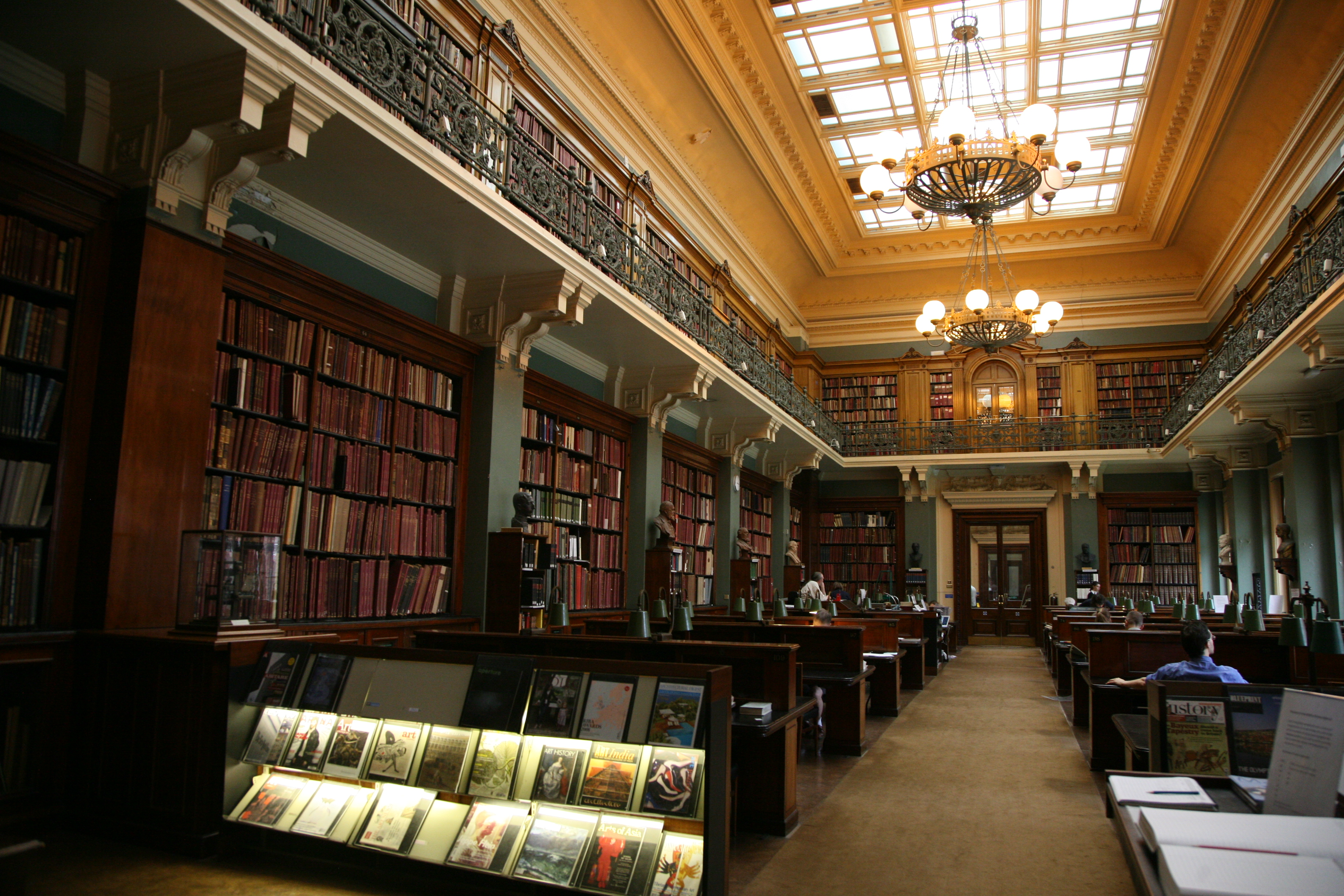
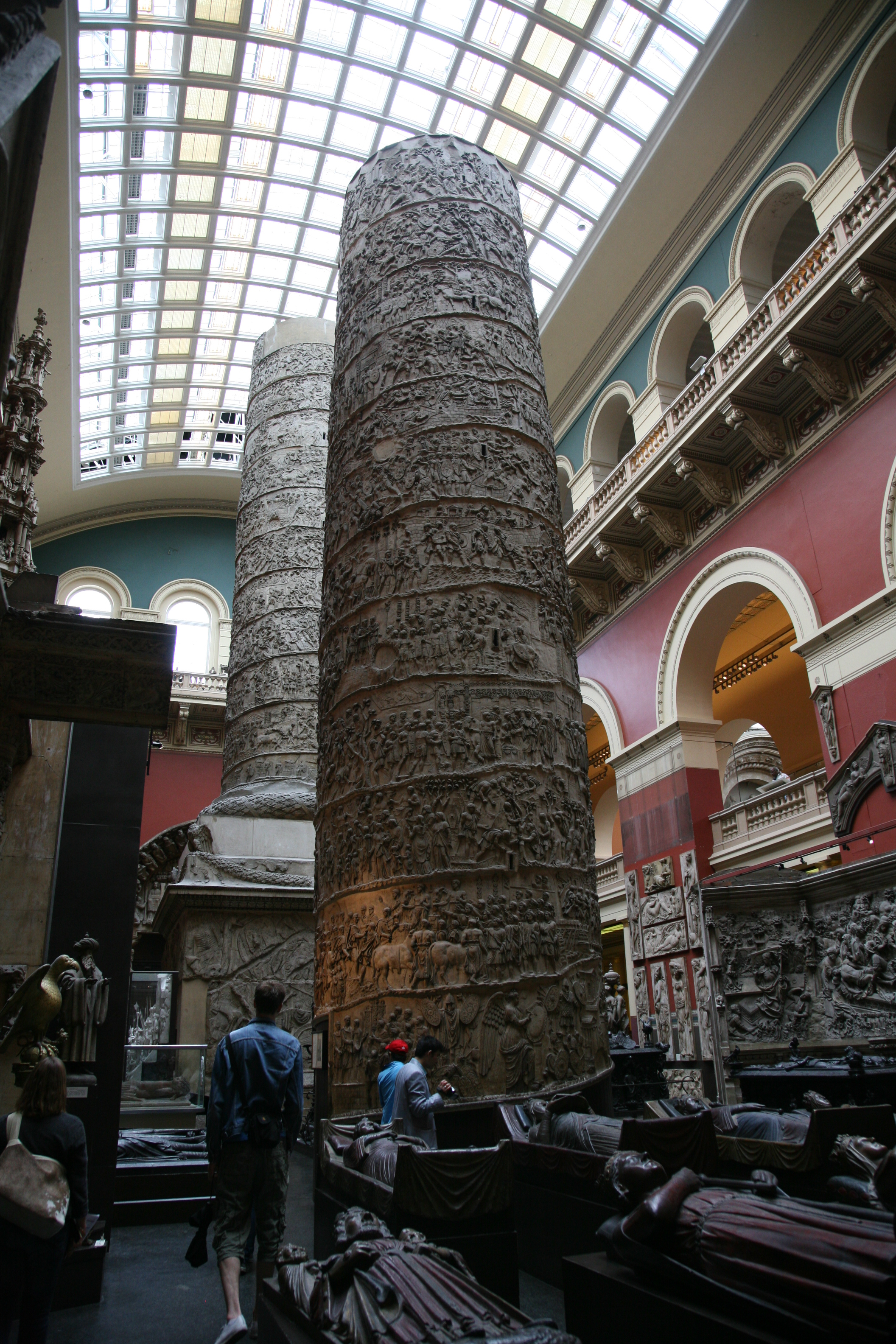

## روابط خارجية
- متحف فكتوريا وألبرت على موقع الموسوعة البريطانية (الإنجليزية)
- متحف فكتوريا وألبرت على موقع الموسوعة البريطانية (الإنجليزية)